# 山梨県道411号下部飯富線
山梨県道411号下部飯富線（やまなしけんどう411ごう しもべいいとみせん）は、山梨県南巨摩郡身延町を起点・終点とする一般県道である。

## 概要

### 路線データ
- 起点：山梨県南巨摩郡身延町常葉（信号無交差点＝国道300号交点）
- 終点：山梨県南巨摩郡身延町飯富（飯富橋西詰交差点＝国道52号交点）

## 通過する自治体
- 山梨県南巨摩郡身延町

## 交差・接続する道路
- 国道300号（南巨摩郡身延町常葉・信号無交差点）
- 国道52号（南巨摩郡身延町飯富・飯富橋西詰交差点）